# 谷牧
谷牧（1914年9月28日—2009年11月6日），原名刘家语，山东荣成人，中国共产党、中华人民共和国政治人物，原副国级领导人。中国“改革开放”初期，政府经济建设领域的主要领导人之一。1931年，加入中国共产主义青年团；1932年7月，转为中国共产党党员；是中共第十至十二届中央委员，第十一、十二届中央书记处书记。曾任第七届全国政协副主席，国务院副总理，国务委员，国家基本建设委员会主任等职；是中华人民共和国建国后第一任中共济南市委书记、第1任济南市市长。2009年11月6日病逝北京，享壽95岁。在中国国务院中，谷牧曾长期分管经济工作；历经周恩来、华国锋、赵紫阳三任总理。他也是邓小平经济改革政策的积极支持者，是中国创立经济特区的主要决策人之一；有评价称他为“改革开放的工程师”。

## 生平

### 早年经历
刘家语出生在山东荣成宁津镇东墩村的一个农民家庭；7岁，入私塾；15岁，考取荣成县立第一高等小学；后入山东省立第七乡村师范。1932年7月，以共青团员身份转为中国共产党党员，投身革命；先后参与了抗日战争、国共内战。因怕连累家人，改名“谷牧”。
1934年，受中共委派，谷牧赴北平，加入中国左翼作家联盟，成为左联在北平的负责人之一。1936年，又到张学良所属东北军，从事兵运工作。1938年3月，受中共中央长江局指派，前往东北军57军112师，在万毅任团长的667团工作，并成功策动万毅部起义、加入中共。1940年，在离开东北军后，谷牧进入山东抗日民主根据地；历任中共中央山东分局秘书主任，统战部长，山东军区政治部统战部长，中共滨海第二地委书记、兼滨海军区第2军分区政委等职务。国共内战时期，历任中共滨海直属地委书记、兼滨海军分区政委，中共中央华东局秘书长，协助时任中共华东局书记的饶漱石工作。

### 建国后
中华人民共和国建国后，出任中共济南市委书记、兼济南市首任市长。1952年，调上海工作；历任中共上海市委宣传部部长、市委副书记、上海市工业生产工作委员会书记，中共中央华东局工业部部长，中共中央上海局委员等职。1954年11年，调中央，任国家建设委员会副主任；两年后，转任国家经济委员会副主任；1965年4月，升任国家建设委员会主任。
文化大革命爆发後，谷牧受到冲击，自1968年失去工作、“靠边站”。1973年复出，继续在周恩来“内阁”中，出任国家基本建设委员会的负责人，并兼任国家计划委员会副主任。1975年1月，在第四届全国人民代表大会第一次会议上被任命为国务院副总理，兼管国家建委和国家计委两大部门的工作。在邓小平的直接领导下，主抓工业交通系统的整顿，制定了《关于加强铁路工作的决定》（1975年中发9号文件）。1978年3月连任；1980年2月被增补为中共中央书记处书记。1982年5月国务院机构改革，谷牧被任命为新设的国务委员。
自1978年底到1988年初的近10年中，谷牧一直在国务院中主管对外开放工作；曾兼任国家建委主任，国家进出口管理委员会、国家外国投资管理委员会主任，国家对外经济委员会主任，基建工程兵政治委员，国务院财政经济委员会委员等职。他既是邓小平“改革开放”政策的积极支持者，也是开放政策的探索者和推行者。在任国家进出口管理委员会主任，主持制定了中国第一部利用外资的法律——《中华人民共和国中外合资经营企业法》。
1985年，年逾七旬的谷牧，卸任中央书记处书记职务；1988年离开国务院。1988年4月，当选第七届全国政协副主席。1993年3月，届满退休。
2009年11月6日下午14时55分，因病医治无效，谷牧在北京逝世，享壽96岁。

## 评价
在官方讣文中称赞谷牧是「中国共产党的优秀党员，久经考验的忠诚的共产主义战士，无产阶级革命家，我国经济建设战线的杰出领导人」。
曾任中共中央政治局常委、全国人大常委会委员长、中共广东省委书记的张德江评价说“中国的改革开放，邓小平同志是总设计师，主要的实践者是谷牧同志。”
《南方周末》2008年改革开放30周年特刊曾将邓小平、叶剑英、胡耀邦、万里、任仲夷、习仲勋、谷牧、项南并称为“改革八贤”。

## 著作
《谷牧回忆录》2009中央文献出版社

## 荣誉

### 外国勋章奖章
- 旭日大绶章（日本，2008年4月29日公布[8]，2008年6月30日于北京日本驻华大使官邸颁发）：表彰他长期为中国和日本发展良好关系所作的突出贡献[9]。但日方说法是因为主导中国接受日元借款的原因。

## 家族
妻子 牟锋（1921-2001）国家城建总局园林绿化局原副局长。
- 刘念远，长子，1962年中学毕业去西藏当兵，在西藏前后15年，1977年调回北京进了总参，退休前是少将军衔。有子刘诗来。
- 刘会远，次子，文革后曾担任铁路文工团编剧，后担任《广告世界》杂志社社长。与高行健合作《绝对信号》
- 刘历远，三子，文革时以「黑帮子弟身份」被关进了德胜门外的北京市少管所。从这个少管所，到后来西城分局的学习班、北京市公安局办的「黑帮子弟学习班」刘历远被关了整整两年。和他关在一起的一共是56个「黑帮子弟」，其中包括薄家三个儿子，薄熙勇、薄熙来、薄熙成。后在38军、武警部队工作。最后从公安部边防军大校的职位上退休。
- 刘宪远，四子
- 刘燕远，幼女，在北京古籍出版社工作，其丈夫为国家工商行政管理总局局长张茅。
- 孫輩劉詩然，與葉丹丹結婚。